# 三つ子島
三つ子島（みつごしま）は香川県坂出市瀬戸内海に浮かぶ塩飽諸島の島。瀬戸大橋が渡っている。

## 概要
面積646.7m2（6.467アール）の小さな無人島で、全域が香川県坂出市与島町に属している。

## 瀬戸大橋の島
島の北側に北備讃瀬戸大橋の南側主塔が、南側に北備讃瀬戸大橋と南備讃瀬戸大橋の共用アンカーブロックが建っているなど、巨大な橋脚施設に挟まれた島全体が瀬戸大橋の真下に位置するような形状になっている。
その瀬戸大橋建設時にはこの島は大きな人工的開発を伴った。その中でも1979年に行われた発破は島の形状に著しい変化を加えたばかりでなく、その際に撮られた映像や写真が瀬戸大橋建設に関する印象的な場面として記念館に展示されたり、地元メディアに歴史的映像として採り上げられることも多い。